# Okręg sremski
Okręg sremski (serb. Sremski okrug / Сремски округ, węg. Szerémségi Körzet, chor. Srijemski okrug, słow. Sriemski okres, ruś. Сримски окрух, rum. Districtul Srem) – okręg w północno-zachodniej Serbii, w Wojwodinie.
Okręg dzieli się na następujące jednostki:

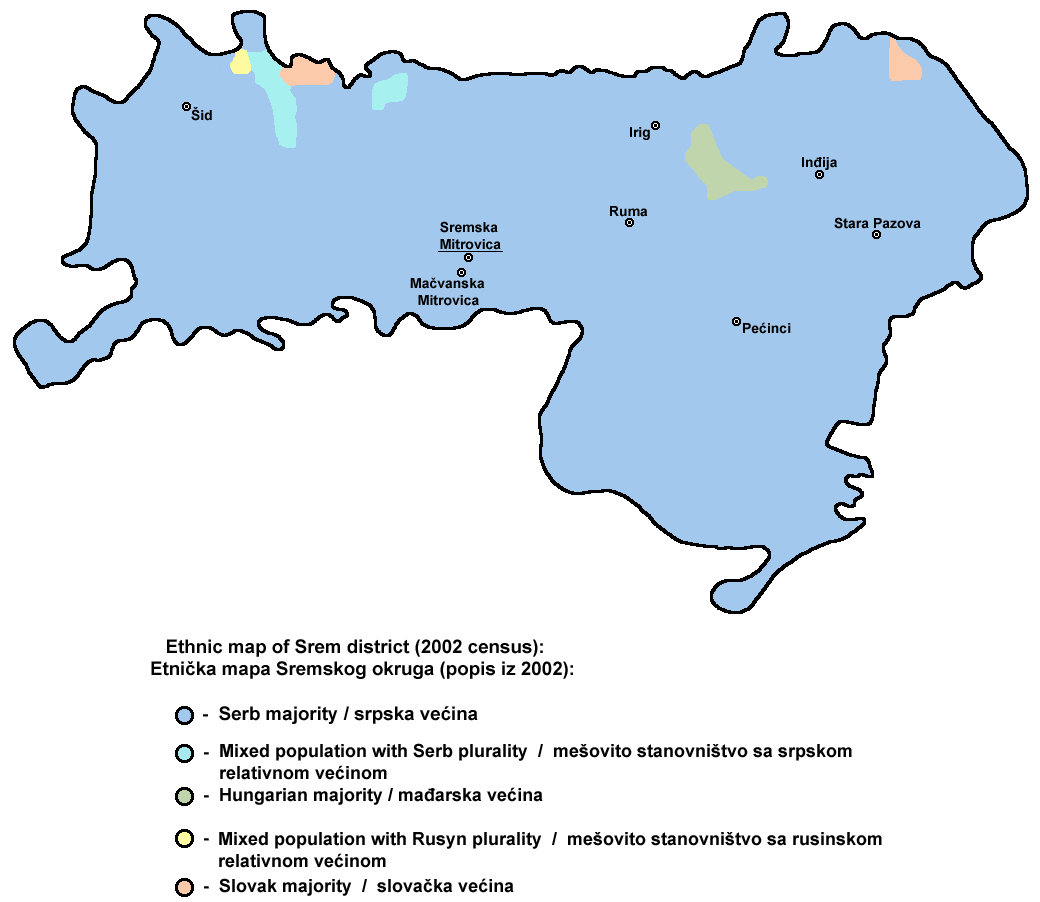

- miasto Sremska Mitrovica
- gmina Inđija
- gmina Irig
- gmina Pećinci
- gmina Ruma
- gmina Stara Pazova
- gmina Šid

Skład etniczny
- 84,51% – Serbowie
- 3,13% – Chorwaci
- 2,78% – Słowacy
- 1,52% – Jugosłowianie
- 1,26% – Węgrzy
- 1,04% – Romowie
- pozostali